# 중앙로 (문경시)
중앙로(Jungang-ro)는 경상북도 문경시 점촌동 모전오거리에서 문경시 산양면을 잇는 도로이다.

## 주요 경유지
경상북도
- 문경시 (점촌동 . 산양면)

## 노선 경로
| 이름            | 접속 노선                | 경유지        | 경유지        | 비고                 |
| 당교로와 직결   | 당교로와 직결            | 당교로와 직결 | 당교로와 직결 | 당교로와 직결        |
| --------------- | ------------------------ | ------------- | ------------- | -------------------- |
| 모전오거리      | 모전로 신흥로            | 문경시        | 점촌동        | 지방도 제924호선구간 |
| 모전교          |                          | 문경시        | 점촌동        | 지방도 제924호선구간 |
| (이름없음)      | 남산로                   | 문경시        | 점촌동        | 지방도 제924호선구간 |
| 중앙시장네거리  | 상신로 영신로            | 문경시        | 점촌동        |                      |
| 점촌네거리      | 점촌로                   | 문경시        | 점촌동        |                      |
| 신흥시장네거리  | 흥덕로 흥덕3길           | 문경시        | 점촌동        |                      |
| 흥덕회전 교차로 | 호서로                   | 문경시        | 점촌동        |                      |
| 영강교          |                          | 문경시        | 점촌동        |                      |
|                 | 산양면                   | 문경시        |               |                      |
| (영강교 동단)   | 국도 제34호선 (문경대로) | 문경시        |               |                      |
| (이름없음)      | 국도 제34호선 (경서로)   | 문경시        |               |                      |

## 주요 시설및 건물
- SK텔레콤 T world 문경하늘대리점 행복직영점 (중앙로 3/모전동 106-75)
- 문경모전동 우체국 (중앙로 21/모전동 81-18)
- CU 문경제일점 (중앙로 45/모전동 99-5)
- 농협 점촌농협 남부지점 (중앙로 61/모전동 4-6)
- 농협 점촌농협 중앙지점 (중앙로 87/점촌동 197-14)
- 새마을금고 신문경새마을금고 본점 (중앙로 90/점촌동 277-6)
- CU 문경점촌점 (중앙로 100/점촌동 274-2)
- KT 문경제일 점촌점 (중앙로 105/점촌동 243-14)
- SK텔레콤 문경새재대리점 중앙직영점 (중앙로 119/점촌동 244-25)
- 파리바게뜨 경북문경점 (중앙로 123/점촌동 245-20)
- 투썸플레이스 경북문경점 (중앙로 140/점촌동 144-7)
- 농협 문경시지부 (중앙로 141/점촌동 261-1)
- 삼성스토어 문경중앙점 (중앙로 163/흥덕동 237-35)
- 농협 문경축산농협 (중앙로 166/흥덕동 223-3)
- 농협 점촌농협 신흥지점 (중앙로 188/흥덕동 793-2)
- 새마을금고 문경제일 새마을금고 본점 (중앙로 206/흥덕동 792-6)
- CU 문경흥덕보건당점 (중앙로 268/흥덕동 682-5)
- S-OIL 태광셀프주유소 (중앙로 298/흥덕동 568-1)
- 로젠택배 문경지점 (중앙로 299/흥덕동 551-1)
- 문경소방서 (중앙로 305/흥덕동 535-1)

## 사진

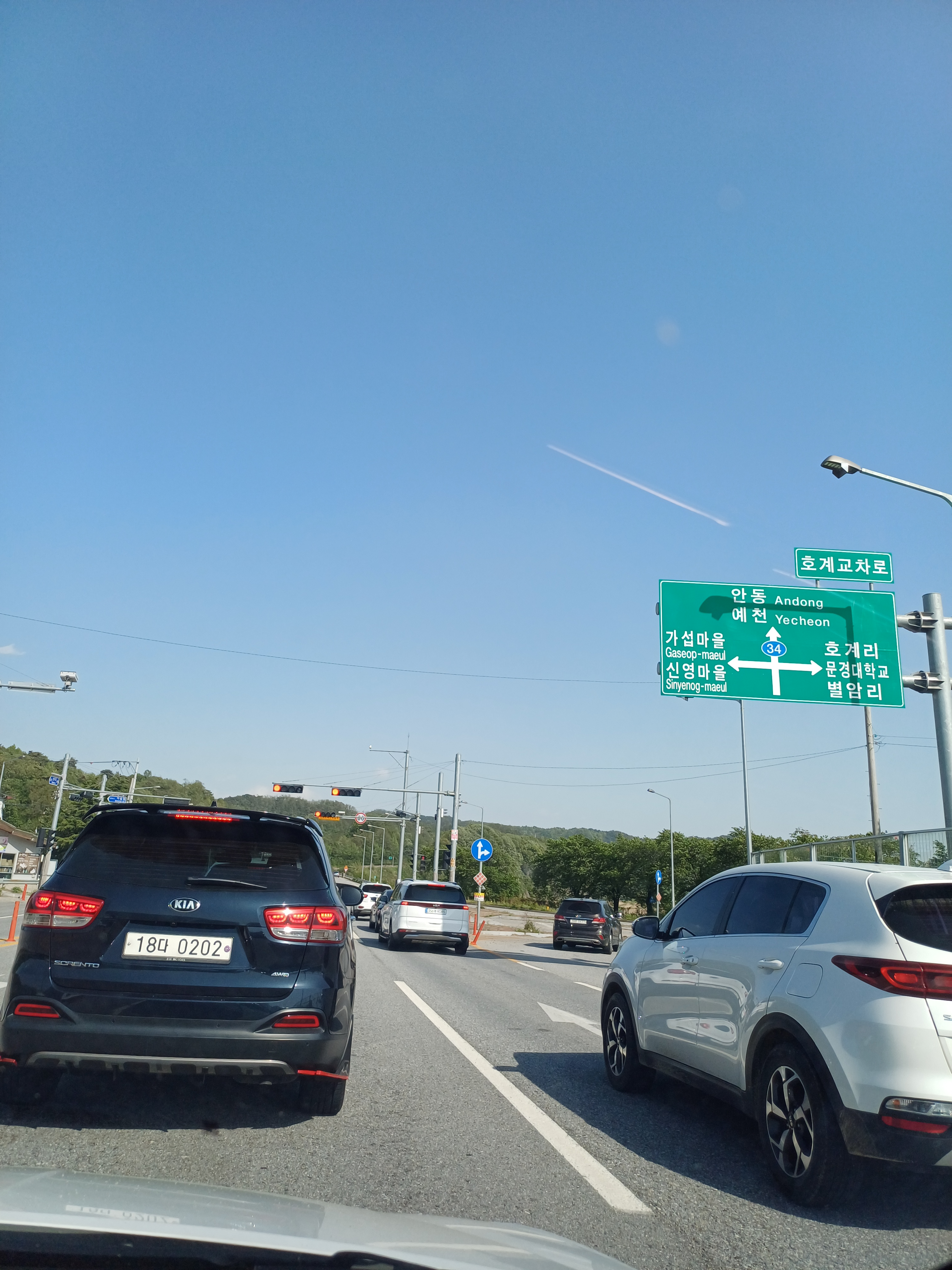
호계교차로